# Passiflora punctata
Passiflora punctata L. – gatunek rośliny z rodziny męczennicowatych (Passifloraceae Juss. ex Kunth in Humb.). Występuje naturalnie w Kolumbii, Ekwadorze i Peru.

## Morfologia
PokrójZdrewniałe, trwałe, mniej lub bardziej owłosione liany.
LiścieJajowate, potrójnie klapowane, rozwarte u podstawy. Mają 0,7–6,6 cm długości oraz 2,9–17,5 cm szerokości. Całobrzegie, z ostrym wierzchołkiem. Ogonek liściowy jest nagi i ma długość 17–87 mm. Przylistki są liniowe o długości 2–5 mm.
KwiatyPojedyncze. Działki kielicha są podłużnie lancetowate, białawe lub zielonkawe, mają 1,7–2,2 cm długości. Płatki są podłużnie lancetowate, biało-fioletowe, mają 0,8–1 cm długości. Przykoronek ułożony jest w dwóch rzędach, białofioletowy, ma 3–10 mm długości.
OwoceSą kulistego lub elipsoidalnego kształtu.